# Al-Barka
Al-Barka est une municipalité de la province de Basilan, aux Philippines.